# Toulon
Toulon (Tolon på provençalsk) er en by i det sydlige Frankrig med en stor flådebase ved Middelhavet. Byen ligger i regionen Provence-Alpes-Côte d'Azur, og er préfecture (hovedstad) for départementet Var i den tidligere provins Provence.
Militærhavnen blev befæstet af Vauban.[kilde mangler] Napoleons gennembrud begyndte med hans afgørende rolle under belejringen af Toulon i 1793.[kilde mangler]

## Uddannelse
- Kedge Business School